# Millennium Actress
Millennium Actress (千年女優?, Sennen joyū, lett. "L'attrice del millennio") è un film d'animazione del 2001 diretto da Satoshi Kon.
In Italia è stato pubblicato in DVD dalla Eagle Pictures nel 2008 ed è stato trasmesso in chiaro su Rai 4 il 25 dicembre 2009. 

## Trama
Su una base lunare una donna è in procinto di partire su un'astronave per tornare sulla Terra. Durante la partenza si scatena un terremoto; da lì si scopre che l'intero prologo era la scena di un film di fantascienza che stava guardando il giornalista Genya Tachibana, prima di essere interrotto dalla scossa sismica.
Genya e il suo cameraman Kyōji Ida si recano ad intervistare per la prima volta Chiyoko Fujiwara, una famosa attrice nota per aver preso parte alle pellicole degli Ginei Studios, che attualmente sono caduti in disgrazia e stanno per essere demoliti. Mentre l'anziana attrice racconta della propria carriera, Genya e Kyōji si fanno trasportare dal racconto della donna che mischia vita privata ad aneddoti relativi al suo lavoro, fino a confondere sempre più le sue esperienze personali con la trama di tutti i suoi film.
Chiyoko racconta di essere nata a Kantō nel 1923 durante un terremoto nel quale suo padre morì. Da giovane studentessa negli anni trenta, Chiyoko catturò l'attenzione di un famoso regista che desiderava fare di lei un'attrice. Sua madre era fermamente contraria mentre il regista insistette che recitando nelle sue pellicole, Chiyoko avrebbe servito bene il paese. Chiyoko uscì dall'edificio stressata e indecisa sul da farsi e andò incontro a un uomo ferito che stava scappando da un poliziotto con una cicatrice sul volto. Chiyoko lo aiutò a nascondersi e l'uomo le rivelò di essere un pittore e un rivoluzionario contro la guerra in Cina, e le lasciò una chiave quando proseguì la sua fuga. Desiderosa di rivedere l'artista ribelle e di restituirgli la chiave, Chiyoko accettò di fare l'attrice nella speranza che egli vedesse un suo film e la rintracciasse.
Durante il viaggio per prendere parte nella sua prima pellicola, Chiyoko conosce i membri della troupe cinematografica, tra i quali Eiko Shimao, la star principale, e il figlio del regista, Junichi Otaki. Eiko cerca di stringere un rapporto con Chiyoko aiutandola nella sua ricerca, facendole visitare un indovino che informa Chiyoko che l'uomo che cerca si trova a nord della Manciuria. Chiyoko parte in treno per il nord ma durante il tragitto il treno viene improvvisamente assediato da dei banditi feudali; a questo punto le memorie della vita di Chiyoko si mescolano con le scene dalle pellicole in cui ha recitato nella sua carriera, da film sui samurai e kaijū a drammi storici, tutti che hanno come tema lei che è alla ricerca dell'artista misterioso. In questi episodi compaiono personaggi ricorrenti come il poliziotto sfregiato ed Eiko, mentre Genya e Kyōji interagiscono aiutando Chiyoko a proseguire la sua ricerca.
Genya rivela di essere stato un giovane assistente agli Ginei Studios durante l'apice della carriera di Chiyoko e di essere stato presente in vari momenti della sua vita. Rammentano di quando Chiyoko perse la chiave dell'artista, decidendo di smettere di cercarlo e di sposarsi con Junichi, che è diventato regista come suo padre. Anni dopo, tuttavia, Chiyoko trova la chiave mentre ripulisce il loro appartamento e confronta il marito. Eiko rivela a Chiyoko di averle rubato la chiave e di avere pagato l'indovino per allontanarla con l'inganno, poiché all'epoca era gelosa del suo talento. Infine si presenta il poliziotto sfregiato, ora un decrepito veterano di guerra, che giunge agli Studios e supplica perdono a Chiyoko, informando soltanto Genya che l'artista rivoluzionario è stato torturato e giustiziato dopo il suo arresto.
Durante le riprese di un film di fantascienza, un terremoto fa crollare dei detriti sul set dell'astronave dove sta Chiyoko. Genya si getta sopra di lei per proteggerla dai detriti, dopo di che Chiyoko si allontana abbandonando la chiave per terra. Nel presente, Genya rivela di avere conservato la chiave e la consegna a Chiyoko, chiedendole perché l'ha lasciata indietro. Chiyoko spiega che ormai è invecchiata e l'artista non potrebbe riconoscerla più se fosse ancora vivo. A quel punto si scatena un altro terremoto e Genya protegge nuovamente Chiyoko dai detriti. Tuttavia ha un malore dovuto all'età e viene condotta di fretta in ospedale.
Nonostante gli sforzi dei medici, Chiyoko non sopravviverà. Sul suo letto di morte, dove la assistono Genya e Kyōji, Chiyoko li sorprende affermando che non le importa se non riuscirà a trovare l'artista, si è resa conto che non è lui che amava veramente, ma il viaggio infinito al suo inseguimento. Si ritorna alla scena di apertura sullo sfondo fantascientifico, e il film si chiude Chiyoko che parte nell'iperspazio per proseguire la sua ricerca.

## Colonna sonora
Le musiche del film sono state composte da Susumu Hirasawa.
Questi i titoli dei brani:
1. Lotus Gate [Landscape-1]
2. Chiyoko no theme MODE-1
3. Kikyuu no mon
4. Circle in Circle [kun mae #3]
5. Chiyoko no theme MODE-2
6. Tatereppuu
7. Kagi no kimi
8. Log out [kun mae #1]
9. Chiyoko no theme MODE-3
10. Run
11. Actress in time layers
12. Rotation [LOTUS-2]

## Riconoscimenti
- Fant-Asia Film Festival
  - Best Animation Film
  - Fantasia Ground-Breaker Award
- Mainichi Film Concours
  - Ofuji Noburo Award
- Sitges - Festival internazionale del cinema fantastico della Catalogna
  - Orient Express Award